# Pomona Park
Pomona Park – miasto w Stanach Zjednoczonych, w stanie Floryda, w hrabstwie Putnam.